# Лауфельд
Лауфельд (нем. Laufeld) — община в Германии, в земле Рейнланд-Пфальц. 
Входит в состав района Бернкастель-Витлих. Подчиняется управлению Мандершайд.  Население составляет 498 человек (на 31 декабря 2010 года). Занимает площадь 6,09 км².